# Anna Farova
Anna Fárová, nata Annette Safrankova (Parigi, 1º giugno 1928 – Jindřichův Hradec, 27 febbraio 2010), è stata una storica e critica d'arte ceca.
Ha contribuito in maniera determinante al riconoscimento della fotografia come arte nel suo paese e a far conoscere all'estero autori cechi.

## Biografia
Il padre, Miloš Šafránek, era un diplomatico cecoslovacco, mentre la madre, francese, Anne Moussu, era insegnante. Anna Fárová trascorse l'infanzia a Parigi fino alla metà degli anni Trenta, quando, dopo il divorzio dei genitori, si trasferì presso le zie a Plzeň in Boemia, città famosa per la birra Pilsener, e Spořilov, un quartiere periferico di Praga. Dopo il Ginnasio si laureò all'Università di Praga in estetica.
Fu nello studio del pittore e scultore surrealista, Libor Fara (1925-1988) a Spořilov, che diverrà suo marito nel 1952, in cui vide la foto di Henri Cartier-Bresson, scattata a Montmartre nel 1938, dove una donna e un uomo si stringono attorno al cardinale Pacelli, il futuro Pio XII, che, baciando la sua mano, vengono spinti dalla folla verso il cardinale. Forse fu quello il momento in cui prese atto del suo interesse per la fotografia. Qualche tempo dopo, nel 1956, il padre organizzò un incontro con Cartier-Bresson dove lei convinse il fotografo a pubblicare una monografia in Cecoslovacchia. Grazie al fotografo francese, Farova pubblicò negli anni seguenti monografie di importanti fotografi come David Seymour, André Kertész, Werner Bischof, Robert Doisneau ed altri fotografi della Magnum.
Autori, come Josef Koudelka, devono a lei l'aver facilitato l'inizio della loro carriera negli anni '60, mentre all'amico Josef Sudek, fotografo già affermato e figura centrale nella fotografia cecoslovacca, nello stesso periodo pubblicò il volume "Josef Sudek, Poeta di Praga". Nel 1976 organizzò una grande retrospettiva per l'ottantesimo compleanno di Sudek. Ma troverà il tempo di occuparsi anche di un fotografo attivo soprattutto negli anni Trenta, Eugen Wiskovský (1888-1964), che fu soprattutto un pedagogo e un filologo.
Dopo aver scoperto al Museo di Arti Decorative di Praga l'esistenza di un deposito delle opere di un fotografo dimenticato, František Drtikol, organizzò con coraggio la mostra nel 1972, nonostante nel paese vigesse la censura, essendo le foto di Drtikol essenzialmente dei nudi surrealisti. Da qui prese avvio la collezione fotografica del Museo che Farova incrementò negli anni con le immagini di autori quali Tibor Honty, Joseph Feather, Jaroslav Rössler, Jaroslav Krupka, Jiří Lehovec, Joseph Voříšek, Viktor Schuck. Dopo Drtikol acquistò le foto dell'artista Jindřich Štyrský (1899-1942) che erano in possesso dell'artista Toyen (1902-1980), alias Marie Čermínová.
In quegli stessi anni istituì il dipartimento di fotografia presso il UMPRUM - Accademia delle arti, architettura e design a Praga.  Tra il 1970 e il 1977 ha insegnato al FAMU - Film and TV School of the Academy of Performing Arts in Prague.
Con la firma della Charta 77, insieme a molti altri intellettuali, dopo la cosiddetta "normalizzazione" imposta dall'Unione Sovietica in seguito all'invasione della Cecoslovacchia conosciuta come Primavera di Praga, Farova fu licenziata mentre altri furono incarcerati o subirono altre forme di repressione.
Negli anni '80, fino alla Rivoluzione di velluto, grazie anche all'aiuto di amici stranieri ha potuto pubblicare all'estero, Germania, Francia, Stati Uniti monografie e libri fotografici di grandi autori non solo cechi. In Italia pubblicò le monografie di Marc Riboud e di Josef Sudek, entrambi nel 1963, nella celebre collana "I grandi Fotografi" dei F.lli Fabbri editori, diretta da Romeo Martinez.
Numerosi sono stati i premi ricevuti sia in patria, dove il presidente Václav Havel le ha conferito la medaglia al merito, che all'estero per il suo lavoro di studio e divulgazione della fotografia.
La coppia ha avuto due figlie, Isabela Fárová (1961), scultrice, e Gabina Fárová (1963), fotografa.